# Heterodontosaurinae
De Heterodontosaurinae zijn een groep plantenetende ornithischische dinosauriërs behorend tot de Genasauria.
In 2012 merkte de Amerikaanse paleontoloog Paul Sereno dat de uit Gondwana bekende Heterodontosauridae een eigen aftakking ofwel klade, monofyletische afstammingsgroep, vormden. Hij benoemde deze klade als de Heterodontosaurinae. Daar de naam de uitgang ~inae heeft als een onderfamilie is formeel de naamgever van de Heterodontosauridae, Oskar Kuhn, ook de auteur van deze naam.
Sereno definieerde de Heterodontosaurinae als de groep omvattende Heterodontosaurus tucki Crompton and Charig 1962 en alle soorten nauwer verwant aan Heterodontosaurus dan aan Tianyulong confuciusi Zheng et al. 2009, Fruitadens haagarorum Butler et al. 2010 of Echinodon becklesii Owen 1861.
Sereno gaf twee synapomorfieën aan, gedeelde afgeleide eigenschappen: de maxillaire en achterste dentaire tanden hebben kronen die hoger zijn dan breed; het kaakgewricht is lager gelegen dan het occlusievlak tussen de maxillaire en dentaire tanden. De definitie was zo gekozen dat alle bekende meer basale soorten met lage driehoekige tanden met email aan beide zijden uitgesloten werden.
De groep bestaat uit kleine plantenetende of wellicht omnivore vormen uit het vroege Jura, Hettangien, tot het late Jura, Callovien, 197 tot 165 miljoen jaar geleden. Behalve Heterodontosaurus zelf, waren volgens de analyse van Sereno ook Abrictosaurus, Manidens, Pegomastax en Lycorhinus heterodontosaurinen.